# Kentaro Sawada
Kentaro Sawada, född 15 maj 1970 i Kanagawa prefektur, Japan, är en japansk tidigare fotbollsspelare.